# Витал, Жорже
Жорже Мануэл Домингеш Мария Витал (порт. Jorge Manuel Domingues Maria Vital; род. 13 июля 1961, Томар, Португалия) — португальский футболист, вратарь и тренер.

## Клубная карьера
Воспитанник футбольной школы «Униан ди Томар». В чемпионате Португалии сыграл 167 матчей. В 1987 году стал обладателем Суперкубка Португалии в составе «Спортинга», в обоих матчах против «Бенфики» был основным вратарём команды и не пропустил ни одного гола.

## Тренерская карьера
После завершения карьеры футболиста стал тренером вратарей. Долгое время трудился в футбольном клубе «Брага». В 2020 году получил приглашение от Рубена Аморима стать частью его тренерского штаба в лиссабонском «Спортинге». Жорже Витал выделяется своим инновационным подходом к подготовке футболистов, уделяя большее внимание игре ногами у вратарей. Жорже ещё в бытности игроком, считал, что вратарь должен уметь выполнять роль одиннадцатого полевого игрока. В 2024 году стал тренером вратарей в футбольном клубе «Манчестер Юнайтед».

## Достижения
- «Спортинг» Лиссабон
  - Обладатель Суперкубка Португалии: 1987